# Nederlandse Orde van Accountants-Administratieconsulenten
De Nederlandse Orde van Accountants-Administratieconsulenten (NOvAA) was het bij wet ingestelde openbaar lichaam voor het beroep van accountant-administratieconsulent (AA). De NOvAA was een publiekrechtelijke beroepsorganisatie. Alle AA’s die in het register voor Accountants-Administratieconsulenten staan ingeschreven, waren op grond van de wet lid van de NOvAA. De NOvAA had ruim 6500 leden.
Op 1 januari 2013 is de NOvAA gefuseerd met het NIVRA tot de Nederlandse Beroepsorganisatie van Accountants (NBA), dat sinds 2015 het predicaat 'Koninklijk' voert en sindsdien de Koninklijke Nederlandse Beroepsorganisatie van Accountants (KNBA) heet.

## Geschiedenis
- 28 augustus 1948

Oprichting van de Nederlandse Orde van Accountants (NOvA)
- 25 november 1950

Erkend bij Koninklijk Besluit (KB)
- 1976

Herstructurering van NOvA naar de privaatrechtelijke beroepsorganisatie NOvAA
- 29 september 2009

Fusievoorstel van het Koninklijk NIVRA en de NOvAA
- 1 januari 2013

Fusie voltooid.

## Doel
Het doel van de NOvAA was:
- bevordering van een goede beroepsuitoefening;
- behartiging van de belangen;
- verzorging van een theoretische opleiding;
- toezicht op de eer van de stand.

## Fusie NOvAA en NIVRA
Op 29 september 2009 presenteerden de besturen van het Koninklijk NIVRA en de NOvAA een concept-fusievoorstel. Doel van de fusie was één krachtige beroepsorganisatie van accountants, die de belangen van het maatschappelijk verkeer en van de leden dient. De besturen meenden dat een gemeenschappelijke organisatie veruit te prefereren was boven een verdeeld beroep. Dat zou een eenduidig optreden naar buiten toe, één set van beroepsstandaarden en vooral ook een gemeenschappelijk en efficiënt onderhoud van zowel de AA- als de RA-titel betekenen.
Op 16 december 2009 werd in Utrecht een speciale ledenvergadering belegd. Daar stemde ca. 80 procent van de aanwezigen vóór de fusie. Tegelijk sprak ook een ledenvergadering van het NIVRA zich voor de fusie uit. De fusie kon pas definitief worden als er een nieuwe Wet op het accountantsberoep zou zijn. Minister De Jager van Financiën diende deze wet in oktober 2011 bij de Tweede Kamer in. Die ging daarmee op 14 februari 2012 akkoord. Op 11 december 2012 volgde pas het groene licht van de Eerste Kamer.
De nieuwe organisatie ging Nederlandse Beroepsorganisatie van Accountants (NBA) heten. Op 30 september 2010 presenteerden NIVRA en NOvAA hun eerste gezamenlijke orgaan, het Adviescollege voor Beroepsreglementering, dat adviezen geeft voor beroepsregels en handreikingen voor de praktijk.
Op 29 november 2010 werden de beide bureauorganisaties samengevoegd. De NBA opereert nu vanuit het vroegere pand van het NIVRA in Amsterdam. Het voormalige NOvAA-pand in Den Haag is afgestoten.
De fusie werd officieel een feit op 1 januari 2013, maar al ruim vóór die tijd opereerden NIVRA en NOvAA in feite al als één organisatie.
Sinds 2015 voert de Nederlandse Beroepsorganisatie van Accountants het predicaat "Koninklijk" en heet sindsdien de Koninklijke Nederlandse Beroepsorganisatie van Accountants (KNBA).